# Triptolemma incertum
Triptolemma incertum är en svampdjursart som först beskrevs av James Barrie Kirkpatrick 1903.  Triptolemma incertum ingår i släktet Triptolemma och familjen Pachastrellidae. Inga underarter finns listade i Catalogue of Life.